# 코렐리의 만돌린
《코렐리의 만돌린》(Captain Corelli's Mandolin)은 프랑스에서 제작된 존 매든 감독의 2001년 드라마, 전쟁, 멜로/로맨스 영화이다. 이 영화는 Louis de Bernières의 소설 Captain Corelli's Mandolin에 기반을 두고 있다. 니콜라스 케이지 등이 주연으로 출연하였고 팀 베번 등이 제작에 참여하였다.

## 줄거리
그리스의 이오니아 제도는 이탈리아군에게 점령된다. 이탈리아군은 소수의 독일군과 함께 대규모 주둔지를 평화로운 케팔로니아섬에 주둔시키고, 주민들은 즉시 항복한다. 이탈리아 제33 아퀴 보병사단의 장교 안토니오 코렐리 대위는 유쾌한 성격과 만돌린에 대한 열정을 가지고 있으며, 한 번도 총을 쏴본 적 없는 자신의 부대원들을 합창으로 훈련시킨다. 처음에는 그는 마을 의사의 딸인 펠라기아를 포함한 여러 마을 사람들을 멀리하게 만든다. 펠라기아는 교육받고 의지가 강한 여성이다. 처음에는 이탈리아 군인의 행동에 불쾌감을 느꼈지만, 의사가 의료 용품을 받는 대가로 코렐리를 자신의 집에 머물게 하는 것에 동의하면서 그들은 펠라기아 아버지의 집을 공유해야 했고, 펠라기아는 서서히 코렐리의 매력과 만돌린 연주에 이끌리게 된다.
펠라기아의 약혼자인 현지 어부 만드라스가 본토로 전쟁에 참전하러 떠나면서 안토니오와 펠라기아의 우정은 깊어진다. 펠라기아의 아름다움과 지성은 코렐리의 마음을 사로잡았고, 마을의 활기찬 공동체에 대한 그의 애정은 싸우는 이유에 대해 의문을 품게 만들었다. 코렐리와 그의 음악 부대원들은 마을 사람들의 삶의 일부가 되지만, 그 순간은 덧없이 지나간다. 전쟁이 다가오면서 안토니오와 펠라기아는 자신들의 충성심과 서로에 대한 사랑 사이에서 선택을 강요받는다.
이탈리아 정부는 연합군에 항복하고, 이탈리아군은 기쁘게 귀국을 준비한다. 그러나 그들의 이전 동맹인 독일군은 그들을 무자비하고 폭력적으로 무장 해제시키려 한다. 그리스인들도 다가오는 독일군의 잔혹함에 노출되고, 이탈리아군과 협력하여 짧지만 헛된 저항을 위해 무기를 사용하기로 한다. 이에 대해 독일 최고사령부는 수천 명의 이탈리아군을 반역자로 총살한다. 코렐리는 그의 병사 중 한 명이 자신의 몸으로 독일군 처형자들의 총알 세례로부터 그를 막아내고 그 위에 쓰러져 죽으면서 살아남는다. 만드라스는 학살된 병사들의 더미 속에서 아직 살아있는 코렐리를 찾아 펠라기아와 의사에게 데려가 치료와 회복을 돕고, 그 다음 섬을 탈출할 배에 태워 보낸다. 펠라기아의 질문에 만드라스는 자신이 죽은 병사들의 더미에서 코렐리를 구해낸 것은 그들의 사랑을 다시 불태우고 싶었기 때문이라고 고백한다. 그러나 그것은 소용이 없었고, 두 사람은 헤어진다. 그보다 앞서 만드라스가 케팔로니아로 돌아온 방문 중 한 번은 펠라기아에게 자신이 글을 읽지 못해서 그녀의 수많은 연애 편지에 답장을 한 번도 하지 않았다고 고백한다.
1947년, 펠라기아는 이탈리아에서 코렐리가 그녀를 위해 작곡한 곡의 레코드가 담긴 소포를 받지만, 쪽지는 없었다. 지진으로 의사의 집을 포함한 마을 대부분이 파괴되지만, 섬 생활은 계속되고, 곧 코렐리가 펠라기아에게 돌아온다.

## 출연

### 주연
- 니콜라스 케이지
- 페넬로페 크루즈
- 존 허트
- 크리스찬 베일
- 데이비드 모리시
- 이렌느 파파스

### 조연
- 게라시모스 스키아다레시스
- 아스파시아 크랄리
- 마이클 야나토스
- 디미트리스 카베리디스
- 피에트로 사루비
- 카테리나 디다스카루
- 요르고스 코타니디스

## 기타
- 원작자: 루이스 드 베르니에레스
- 공동제작: 리자 차신
- 공동제작: 제인 프레이저
- 공동제작: 데브라 헤이워드
- 협력프로듀서: 수지 타시오스
- 미술: 짐 클레이
- 의상: 알렉산드라 바이른
- 배역: 메리 셀웨이

## 한국어 더빙 성우진(KBS)
- 이정구 - 코렐리 (니콜라스 케이지)
- 이선 - 펠라기아 (페넬로페 크루즈)
- 김승준 - 만드라스 (크리스찬 베일)
- 최흘 - 야니스 (존 허트)
- 이선영 - 드로술라 (이렌느 파파스)
- 김정호 - 장군 (로버토 시트란)
- 고재균 - 군터 (데이비드 모리시)
- 윤병화
- 박상훈
- 김순영
- 서광재
- 김관진
- 김영진
- 이규석
- 김혜주